# Teddy Nyblom
Karl Gustav Teddy Nyblom, född 18 november 1897 i Paris i Frankrike, död 5 november 1960 i Hedvig Eleonora församling i Stockholm, var en svensk journalist och författare. Han använde ibland pseudonymen S:t Eriksson.
Teddy Nyblom var son till operasångaren Sven Nyblom och friherrinnan Ebba Falkengréen samt sonson till Carl Rupert Nyblom och Helena Nyblom. Efter genomgånget högre allmänt läroverk var han medarbetare i Svenska Dagbladet 1919–1924, utgivare av veckotidningen Våra nöjen 1924–1926, redaktionssekreterare i Stockholms Dagblad 1926–1929, i Bonniers veckotidningar 1930, redaktör och utgivare av tidningen Scenen 1932–1935, musikkritiker och medarbetare i Aftonbladet från 1936 och i ett flertal tidskrifter samt korrespondent för flera utländska tidningar. Han gav ut En svensk tiger (1943) och De nya herrarna (1945).
Han gifte sig 1924 med journalisten Eva Bergström (1899–1990), senare Eva Hökerberg, men var vid frånfället skild sedan 1940.